# Cinquena Avinguda

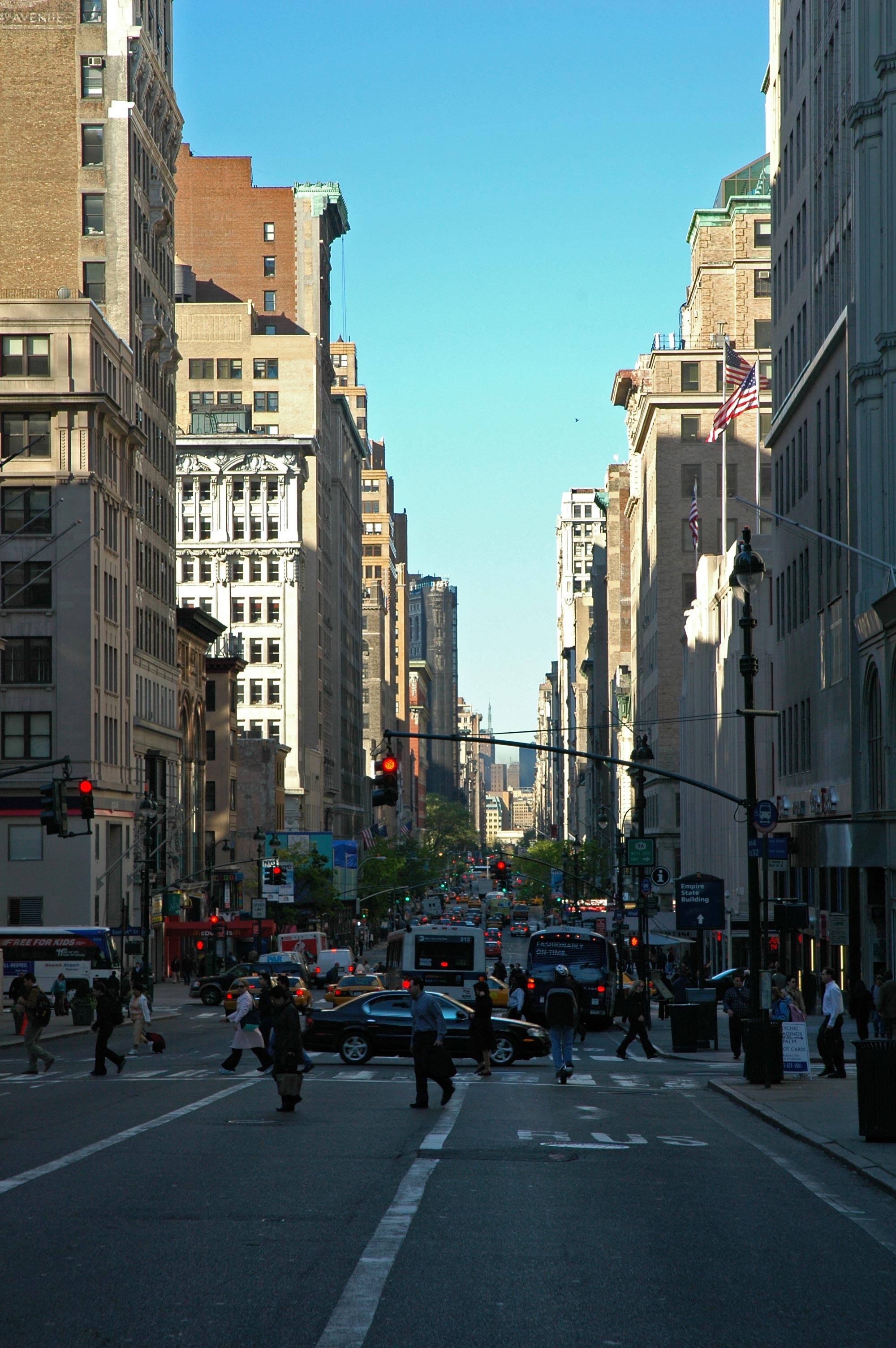
La Cinquena avinguda cap al sud des del carrer 38

La Cinquena Avinguda (Fifth Avenue, en anglès) és una de les principals artèries del centre de Manhattan, a la ciutat de Nova York.
Plena de pisos de luxe i de mansions històriques, la Cinquena Avinguda és un símbol de la bonança econòmica de la ciutat. La secció de l'avinguda entre el Carrer 34 i el Carrer 59, és també una de les zones de compres més exclusives del món al costat d'Oxford Street a Londres, els Camps Elisis a París i la Via Montenapoleone de Milà.
Ha estat catalogat de forma contínua com un dels carrers més cars del món amb preus de lloguer similars als de París, Londres i Tòquio: la denominació de "el carrer més car del món" varia any rere any a causa de les fluctuacions del canvi de moneda i les condicions econòmiques locals.
Des de mitjans dels anys 90 el districte de compres entre els carrers 49 i 57 ha estat sovint catalogat com el segon més car considerant el preu per metre quadrat de superfície de venda per darrere del carrer londinenc de Sloane Street.

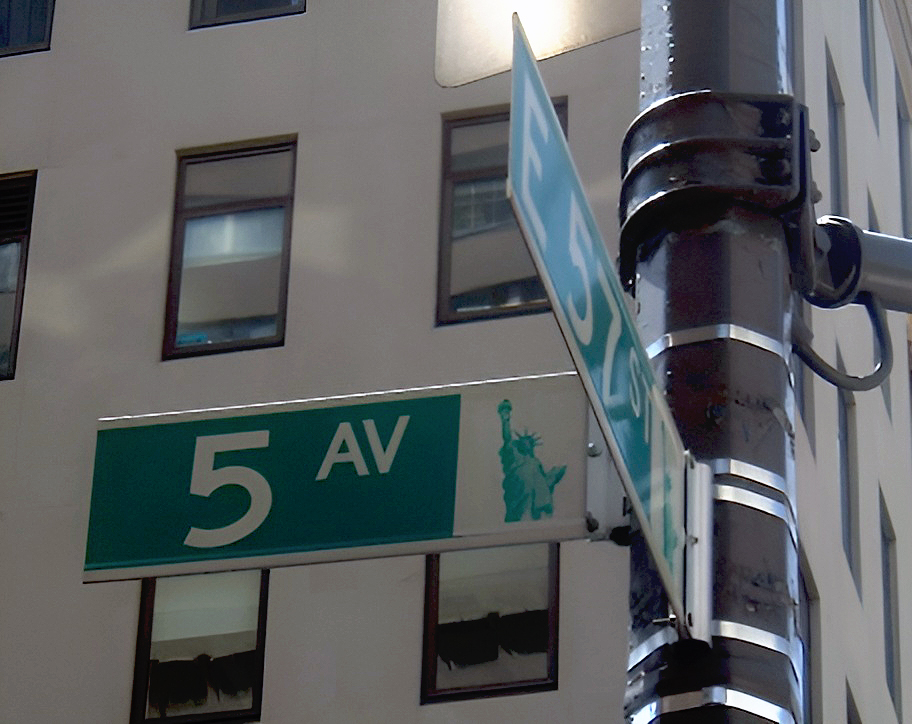
Senyal del carrer a la cruïlla amb East 57th Street